# Бао Чжао
Бао Чжао (*414 —466) — китайський поет часів династії Лю Сун.

## Життєпис
Народився у 414 році у м. Данту. Походив з бідної чиновницької родини. Отримав класичну освіту. Замолоду почав складати вірші. Спочатку був на службі у князя Лю Ціня, після його смерті у 444 році на службі у князя Лю Цзюня. У 445 році перейшов до імператора Сяо-у. Помер у 466 році під час кривавих заворушень у державі.

## Творчість
Літературна слава прийшла до нього лише через два століття після смерті — вже в епоху Тан. Він виявився занадто демократичним для свого часу, коли цінували більше «вишукані» вірші. Бао, наслідуючи народним пісням юефу, нарікав на те, що панує у світі несправедливість, співчував людям простим і небагатим. Втім також складав вірші у жанрах фу та ши.

## Найвідоміші вірші
- У третю ніч третього місяця гуляю Південним садом
- В західну пору дивлюся на Янцзи.
- Відповідаю відлюдника Сю
- Дарую на прощання пану Фу
- Цикл «Наслідування давнім»
- Цикл «Вчуся манері Лю Чженя»
- Сумую через те, що йде дощ
- Дивлюся на Одинокий Камінь
- Співаю про весну
- Опадають квіти сливи мей
- Циклу «Наслідую Дорожнім тяготам»